# سفارة إيطاليا في فرنسا
سفارة إيطاليا في فرنسا هي أرفع تمثيل دبلوماسي لدولة إيطاليا لدى فرنسا. تقع السفارة في باريس وهي تهدف لتعزيز المصالح الإيطالية في فرنسا.

## وصلات خارجية
- الموقع الرسمي
- قائمة سفارات إيطاليا
- قائمة السفارات في فرنسا